# 22079 Kabinoff
22079 Kabinoff este un asteroid din centura principală de asteroizi.

## Descriere
22079 Kabinoff este un asteroid din centura principală de asteroizi. A fost descoperit pe 8 ianuarie 2000 la Socorro, New Mexico, în cadrul proiectului LINEAR. Asteroidul prezintă o orbită caracterizată de o semiaxă mare de 2,55 ua, o excentricitate de 0,18 și o înclinație de 6,1° în raport cu ecliptica.